# The Cosmic Game

The Cosmic Game est le quatrième album de Thievery Corporation sorti en 2005

## Liste des titres
- 1. Marching The Hate Machines - Thievery Corporation & The Flaming Lips
- 2. Warning Shots - Thievery Corporation & Sleepy Wonder/Gunjan
- 3. Revolution Solution - Thievery Corporation & Perry Farrell
- 4. Cosmic Game - Thievery Corporation
- 5. Shiva - Thievery Corporation & Gunjan
- 6. Amerimacka - Thievery Corporation & Notch
- 7. Ambicion Eterna - Thievery Corporation & Verny Varela
- 8. Pela Janela - Thievery Corporation & Gigi Rezende
- 9. Sol Tapado - Thievery Corporation & Patrick De Santos
- 10. Heart's A Lonely Hunter - Thievery Corporation & David Byrne
- 11. Holographic Universe - Thievery Corporation
- 12. Doors Of Perception - Thievery Corporation & Gunjan
- 13. Wires And Watchtowers - Thievery Corporation & Sista Pat
- 14. Supreme Illusion - Thievery Corporation & Gunjan
- 15. Time We Lost Our Way - Thievery Corporation & Loulou
- 16. Gentle Dissolve - Thievery Corporation